# 小行星5715
小行星5715（英語：5715 Kramer）是一颗围绕太阳公转的小行星。1982年9月22日，愛德華·鮑威爾在可可尼诺县发现了此天体。
这颗小行星的绝对星等为91.70215791275029等。